# Herb Koluszek
Herb Koluszek – jeden z symboli miasta Koluszki i gminy Koluszki w postaci herbu.

## Wygląd i symbolika
Herb przedstawia w polu czerwonym uskrzydlone koło kolejowe czarne w skos. Na nim pióro pisarskie srebrne i kłos złoty w skos lewy.
Koło kolejowe symbolizować miało pracowników kolei stanowiących większość mieszkańców miasta. Pióro symbolizować miało miejscową oświatę i inteligencję pracującą. Kłos jest symbolem rolnictwa.

## Historia
Herb Koluszek dawniej przedstawiał w błękitnym polu czerwone uskrzydlone koło kolejowe, z którego środka wychodzą złoty kłos i białe pióro, w późniejszym okresie kolorystykę i układ elementów zmodyfikowano. W tym miejscu od lat 60. XIX wieku szybko rozwijający się ośrodek przemysłowy – Łódź uzyskał połączenie z Koleją Warszawsko-Wiedeńską, a później z innymi drogami żelaznymi, co bardzo przyspieszyło rozwój tego miasta, pozwalając eksportować łódzkie wyroby tekstylne do Rosji. Miasto Koluszki powstało przy węźle kolejowym. Prawa miejskie uzyskało dopiero po II wojnie światowej, a wraz z nimi – herb.
Starania o herb rozpoczęły władze miasta w 1946, na trzy lata przed uzyskaniem praw miejskich. Rozpisano konkurs, w którym zasugerowano użycie godeł związanych z kolejnictwem i rolnictwem. Konkursu nie rozstrzygnięto za pierwszym podejściem. W drugiej edycji konkursu zwyciężyła praca ucznia liceum Bronimira Cywińskiego. Herb uchwaliła Miejska Rada Narodowa 22 maja 1948. 24 lipca 1948 herb zaakceptowało prezydium rady powiatowej w Brzezinach.